# Brachioteuthidae
Brachioteuthidae is een familie van weekdieren uit de klasse van de Cephalopoda (inktvissen). 

## Geslachten
- Brachioteuthis Verrill, 1881
- Slosarczykovia Lipinski, 2001

### Synoniemen
- Entomopsis Rochebrune, 1884 => Brachioteuthis Verrill, 1881
- Tracheloteuthis Steenstrup, 1882 => Brachioteuthis Verrill, 1881
- Verrilliola Pfeffer, 1884 => Brachioteuthis Verrill, 1881